# 单于都护府
单于都护府，唐朝安置东突厥降部的都护府。630年三月，唐朝军队俘颉利可汗，東突厥灭亡。唐朝设置顺、祐、化、长四州都督府，以及定襄都督府、云州都督府。
唐高宗永徽元年（650年），右骁卫郎将高偘（kǎn）（唐朝名将）统帅回纥、仆骨等部族兵马，在阿息山击溃突厥别部车鼻可汗，在郁都军山，置狼山都督府统治突厥余部；
同年又在云州设立了单于都护府（云州云中县西北也有一个单于台，以此得名），单于领漠南狼山、云中、桑乾三都督府、苏农等十四州，与647年设立的燕然都护府以沙漠为界，南北分治铁勒（漠北）与突厥（漠南）。
武周时期，都护府所辖突厥部落复国，后突厥汗国兴起之后单于都护府废除。711年唐睿宗重设单于都护府于安北都护府的西受降城，721年随着唐玄宗设立朔方节度使，都护一职成为节度使的兼职。

## 历史
龙朔三年（663年）二月十五日，燕然都护府改名为瀚海都护府，移到漠北回纥部落，单于都护府改名云中都护府，移置云中故城（今内蒙古托克托县古城乡），仍以碛为界，碛北诸蕃州悉隶瀚海，碛南并隶云中。总章二年（669年）八月瀚海都护府又改名为安北都护府，不久治所移到漠南隋朝时的大同城镇旧地（今额济纳旗）。
麟德元年（664年） 云中都护府又改称单于大都护府，以殷王李旭轮（唐睿宗）遥领单于大都护。自此以后单于大都护一职多为亲王遥领，由副大都护、副都护实领。
永淳元年（682年） 突厥贵族阿史那骨咄禄、阿史德元珍等第三次暴动，“招集亡散，据黑沙城反”，重建后突厥，并很快兴师南下“入寇并州及单于府之北境”，与唐争夺漠南之地。在突厥强劲的攻势下，唐原单于都护府辖境急剧丢失，突厥降户亦纷纷倒戈、投向突厥一边，都护府徒具空名，仅仅成了一个驻防突厥进攻南下的一个军事据点。
垂拱二年（686年），单于大都护被降为镇守使。陈子昂曾于垂拱四年（688年）给武后上的奏文中言道：“国家近者废安北，拔单于，弃龟兹，放疏勒，天下翕然，谓之盛德，所以者何？”
圣历元年（698年）突厥默啜可汗更是以和亲为名，向武周索要突厥降户和单于都护府之地。在其强大的军事压力下，武周最终被迫答应了他提出的条件，单于都护府被迫放弃，武周“朔方军与突厥以河为境”。
中宗景龙二年（708年）为了跨过黄河、处于有效防卫和主动进攻的战略位置，朔方军总管张仁愿利用当时突厥全军西击突骑施的机会，夺取漠南地区，并在黄河以北修筑东、中、西三受降城，形成一道联防横线，以便断绝突厥的南侵道路。同年安北都护府从安西城迁到西受降城。
睿宗景云二年（711年） 单于都护府重新设立，其治与安北都护府同在西受降城，邠王李守礼以亲王遥领单于大都护，臧怀亮实任单于副大都护。
玄宗开元二年（714年）闰二月，单于、安北二都护府分离，二者皆从西受降城迁出，单于都护府返回故址——云中故城安置，安北都护府移到中受降城。右领军卫大将军张知运兼检校单于大都护镇守大使（又称单于副都护）。
开元六年（718年） 。据《毗伽可汗碑》和《阙特勤碑》记载：“当我三十四岁（即开元六年）时，乌古斯（即九姓铁勒）逃窜入唐朝。我悔恨地出征……（第一天）消灭唐朝骑兵一万七千人，第二天全部消灭其步兵。他们越过……而去。”唐军惨败而被迫再次撤离单于都护府旧地。
于开元七年（719年）一度将单于都护府隶属于东受降城。紧接着随着唐军反攻的胜利。开元八年（720年）唐又恢复了单于都护府之地，而将其原机构由东受降城返回，在旧址重置了单于大都护府。
开元九年（721年）随着朔方节度使的建立，单于、安北二都护府变成了朔方节度使所辖的两个军镇，其原来的都护一职往往成了朔方节度使及其副使的加官或兼职。
天宝四载（745年） 于单于都护府治置金河县（在今内蒙古自治区呼和浩特市南，《郡国志》载：“云中郡有紫河镇，界内有金河水，其泥色紫，故曰金河”。今名大黑河，全长100余公里，发源于今内蒙古卓资山县北、察哈尔右翼中旗南山。下游汇为金河泊，南入黄河。当地还有李陵台、王昭君墓。），府地建为唐之正州。同时徙置振武军于府城。
安史之乱后 （763年2月17日后) 随着安史之乱的爆发，唐在北疆原来的羁縻府州丧失殆尽，二都护府原有的“掌抚慰诸蕃，辑宁外寇，觇候奸谲，征讨携离”职能随之彻底丧失，都护府形同虚设。
肃宗上元二年（760年）朔方节度使罢领单于大都护。
代宗广德二年（764年）朔方节度使复兼单于大都护。
武宗会昌五年（845年）改称安北都护府（原安北都护府于780年废除）。
五代初年，契丹入侵。
916年，契丹占领云中故城，都护府废除。

## 区划

### 军城
| 军         | 城县              | 现在地名                       | 备注                                            |
| ---------- | ----------------- | ------------------------------ | ----------------------------------------------- |
| （单于军） | 单于城 （云中城） | 内蒙古自治区托克托县古城乡     | 都护府治                                        |
| 振武军     | 金河县 （定襄城） | 内蒙古和林格尔县土城子乡土城子 | 745年，都护府、振武军改治金河县                 |
| 振武军     | 东受降城          | 内蒙古托克托县双河镇大皇城     | 振武军治，825年改治今内蒙古托克托县中滩乡蒲滩拐 |

### 羁縻都督府州
- 650年，辖狼山、云中、桑乾三都督府、苏农等二十四州（1州名佚）。

| 都督府                              | 州名   | 现在地名                             | 备注 |
| ----------------------------------- | ------ | ------------------------------------ | ---- |
| 云中州都督府                        | 云中州 | 内蒙古自治区和林格尔县土城子乡土城子 |      |
| 云中州都督府                        | 舍利州 | 内蒙古呼和浩特市                     |      |
| 云中州都督府                        | 那州   | 内蒙古清水河县                       |      |
| 云中州都督府                        | 綽州   | 内蒙古卓资县                         |      |
| 云中州都督府                        | 思璧州 | 内蒙古达尔罕茂明安联合旗             |      |
| 云中州都督府                        | 白登州 | 内蒙古四子王旗                       |      |
| 定襄州都督府                        | 定襄州 | 河北省张北县张北镇                   |      |
| 定襄州都督府                        | 阿德州 | 内蒙古镶黄旗                         |      |
| 定襄州都督府                        | 執失州 | 内蒙古正镶白旗                       |      |
| 定襄州都督府                        | 蘇農州 | 内蒙古苏尼特左旗                     |      |
| 定襄州都督府                        | 拔延州 | 内蒙古苏尼特右旗                     |      |
| 狼山州都督府（658年改属燕然都护府） | 狼山州 | 蒙古国科布多省                       |      |
| 狼山州都督府（658年改属燕然都护府） | 浑河州 | 蒙古国扎布汗省                       |      |
| 呼延州都督府                        | 呼延州 | 内蒙古乌拉特中旗温更镇阿拉腾呼舒     |      |
| 呼延州都督府                        | 賀魯州 | 内蒙古乌拉特前旗大佘太镇             |      |
| 呼延州都督府                        | 那吉州 | 内蒙古包头市                         |      |
| 呼延州都督府                        | 𨁂跌州 | 内蒙古乌拉特后旗                     |      |
| 桑乾州都督府（663年置）             | 桑乾州 | 河北省天镇县                         |      |
| 桑乾州都督府（663年置）             | 叱略州 | 内蒙古察哈尔右翼后旗                 |      |
| 桑乾州都督府（663年置）             | 藝失州 | 内蒙古察哈尔右翼前旗                 |      |
| 桑乾州都督府（663年置）             | 毕失州 | 内蒙古商都县                         |      |
| 桑乾州都督府（663年置）             | 郁射州 | 内蒙古兴和县                         |      |
| 𨁂跌州都督府（715—716年置）         | 𨁂跌州 | 内蒙古伊金霍洛旗                     |      |

### 僑治州
- 葛邏州
- 安化州
- 宁朔州
- 仆固州
- 静边州
- 北夏州
- 乐容州
- 东夏州

## 单于大都护
- 李旭轮（664年—669年）
- 萧嗣业（？—679年）
- 王本立（高宗调露、永隆年间）
- 臧怀亮（约唐中宗、唐睿宗时）
- 李守礼（711年—713年，遥领）
- 张知运（713年—716年）
- 李浚，改名李玙（727年—738年，遥领）
- 裴某（开元年间）
- 李琬（742年，遥领）
- 王忠嗣（745年）
- 李林甫（751年—752年，遥领）
- 李光弼（752年—754年）
- 郭幼贤（唐肃宗年间）
- 仆固怀恩（762年）
- 郭子仪（762年—779年）
- 浑瑊（779年）
- 崔宁（779年，遥领）
- 张光晟（779年—780年）
- 彭令芳（780年—781年）
- 王翃（781年）
- 李怀光（781年—784年）
- 杜从政（784年—786年）
- 唐朝臣（786年—790年）
- 范希朝（790年—803年）
- 阎巨源（803年—808年）
- 张奉国（808年—810年）
- 阿跌光进（810年—813年）
- 李进贤（813年）
- 张煦（813年—814年）
- 胡证（814年—818年）
- 高霞寓（818年—820年）
- 杜羔（820年）
- 张惟清（820年—826年）
- 李泳（827年—835年）
- 刘沔（835年—842年）
- 李忠顺（842年—845年）
- 米暨（846年—847年）
- 史宪忠（847年—848年）
- 李丕（848年—850年）
- 契苾通（852年—854年）
- 浑鐬（855年—856年）
- 陈君从（大中末年）
- 高承恭（861年—863年）
- 高弘（865年—870年）
- 李国昌（874年—878年）
- 卢简方（878年，赴任途中去世）
- 吴师泰（879年—880年）
- 诸葛爽（880年，未就任）
- 吴师泰（880年—881年）
- 赫连铎（881年）
- 契苾璋（881年—882年）
- 王卞（885年—888年）
- 石善友（893年—903年）
- 李克宁（904年—908年）
- 周德威（908年—913年）
- 李嗣本（913年—916年）

## 延伸阅读
[在维基数据编辑]
 《舊唐書·卷194上》，出自刘昫《舊唐書》